# Вильмерсдорфер-штрассе (станция метро)
«Вильмерсдорфер-штрассе» (нем. Wilmersdorfer Straße) — станция Берлинского метрополитена в районе Берлина Шарлоттенбург. Расположена на линии U7 между станциями «Бисмаркштрассе» (нем. Bismarckstraße) и «Аденауэрплац» (нем. Adenauerplatz), на пересечении улиц Вильмерсдорфер Штрассе и Кантштрассе (нем. Kantstraße). В непосредственной близости расположена станция Шарлоттенбург линии внутригородской электрички.

## История
Строительство станции началось 2 января 1974 года, открыта 28 апреля 1978 года в составе участка «Фербеллинер Плац» — «Рихард-Вагнер-Плац». В 2005 году станция была реконструирована: установлен лифт для инвалидов, асфальтовый пол заменён на гранитный.

## Архитектура и оформление
Колонная двухпролётная станция мелкого заложения. Архитектор — Райнер Г. Рюммлер. На путевых стенах станции расположенные крупные узоры из разноцветной кафельной плитки (чёрный, серый, красный) разнообразной формы, которые символизируют рисунок, изображенный на гербе Вильмерсдорфа. Колонны облицованы алюминиевыми листами. На станции есть два выхода — в центре и в южном торце платформы.